# Шуркін Георгій Олександрович
Шуркін Георгій Олександрович — радянський і український кінооператор. Був членом Спілки кінематографістів України.
Народився 1 травня 1910 р. у м. Горькому в родині службовця. Закінчив операторський факультет Всесоюзного державного інституту кінематографії (1934 р.).
Був оператором комбінованих зйомок на «Ленфільмі», Українській об'єднаній студії в Алма-Аті, Одеській студії художніх фільмів.
Помер 18 лютого 1991 р. в Києві.

## Фільмографія
- 1936: «Воротар» / Вратарь
- 1937: «Петро Перший» / Петр Первый
- 1937: «Великий громадянин» / Великий гражданин
- 1938: «Людина з рушницею» / Человек с ружьем
- 1939: «Мужність» / Мужество
- 1941: «Кіноконцерт 1941 р.»
- 1944: «Іван Грозний» / Иван Грозный
- 1945: «Небесний тихохід» / Небесный тихоход
- 1947: «Попелюшка» / Золушка
- 1949: «Академік Іван Павлов» / Академик Иван Павлов
- 1950: «Мусоргський» / Мусоргский
- 1953: «Слуга двох панів» / Слуга двух господ
- 1954: «Кортик» / Кортик
- 1955: «Дванадцята ніч» / Двенадцатая ночь

На Одеській кіностудії
- 1955: «Білий пудель» / Белый пудель
- 1956: «Капітан „Старої черепахи“» / Капитан «Старой черепахи»
- 1956: «Ти молодець, Аніто!» / Ты молодец, Анита!
- 1957: «Орлятко» / Орлёнок
- 1965: «Ескадра повертає на Захід» / Эскадра уходит на запад (комбіновані зйомки у співавт. з Б. Мачеретом та І. Міхельсом) та ін.